# Nhà Tiền Lý
Nhà Tiền Lý (chữ Nôm: 茹前李, chữ Hán: 前李朝, Hán Việt: Tiền Lý triều, 544 – 602) là một triều đại trong lịch sử Việt Nam, gắn liền với quốc hiệu Vạn Xuân. Nhà Tiền Lý kéo dài 61 năm và nước Vạn Xuân kéo dài 58 năm, tổng cộng ba đời vua, trong đó có hai vua họ Lý và một vua họ Triệu cũng được tính gộp vào nhà Tiền Lý, tương tự như Dương Tam Kha trong nhà Ngô sau đó.

## Lý Nam Đế dựng nước Vạn Xuân

### Tiểu sử
Lý Bí (503 – 548) là người thôn Cổ Pháp, xã Tiên Phong, huyện Phổ Yên (nay là phường Tiên Phong, TP. Phổ Yên), tỉnh Thái Nguyên. Ông là người có công đánh đuổi quân đô hộ nhà Lương (thời Nam Bắc triều), sáng lập ra nhà Tiền Lý. Ông cũng có một người anh là Lý Thiên Bảo.
Một trong số tổ tiên của Lý Bí là con cháu Bách Việt, cuối thời Tây Hán khổ về việc đánh dẹp, mới tránh sang ở đất phương Nam, được bảy đời thì thành người Nam. Sử chép Lý Bí vốn con nhà hào trưởng, thiên tư lỗi lạc, do làm quan không được vừa ý nên cáo quan về quê, tập hợp nhân tài lo khởi nghĩa.

### Đuổi Tiêu Tư
Bấy giờ Việt Nam nằm dưới sự đô hộ của nhà Lương. Thứ sử Giao Châu là Vũ Lâm hầu Tiêu Tư (cùng họ với vua Lương), vì hà khắc tàn bạo, mất lòng người. Các nhân tài Việt Nam lúc đó bị bạc đãi nên không hợp tác với nhà Lương.
Có người là Tinh Thiều giỏi từ chương từng đến Kiến Khang kinh đô nhà Lương xin được làm quan. Thượng thư bộ Lại nhà Lương là Sái Tôn cho rằng họ Tinh trước không có ai hiển đạt, nên chỉ bổ cho chức Quảng Dương môn lang. Thiều lấy làm nhục, trở về làng, theo Lý Bí mưu việc dấy binh. Lý Bí bấy giờ làm chức Giám quân ở Đức Châu (Hà Tĩnh), nhân liên kết với hào kiệt mấy châu, đều hưởng ứng. Có Triệu Túc tù trưởng ở Chu Diên phục tài đức của Lý Bí, bèn dẫn đầu đem quân theo về.
Thế lực của Lý Bí ngày càng lớn. Năm 542, thứ sử Tiêu Tư biết việc, đem của đến hối lộ cho ông để mưu thoát thân, rồi chạy về Quảng Châu. Lý Bí đem quân ra chiếm giữ thành Long Biên.

### Đánh đuổi quân Lương và Lâm Ấp
Tháng 12 năm 542, vua Lương sai Tôn Quýnh, Lư Tử Hùng sang xâm chiếm. Quýnh lấy cớ là chướng khí mùa xuân đương bốc, xin đợi đến mùa thu. Bấy giờ Thứ sử Quảng Châu là Tân Dụ hầu Hoán không cho, Tiêu Tư cũng thúc giục. Bọn Tử Hùng đi đến Hợp Phố, Lý Bí chủ động đem quân đón đánh tại đây. Quân Lương thua to, mười phần chết đến sáu, bảy phần, quân tan rã mà về. Tiêu Tư tâu vu với vua Lương rằng Quýnh và Tử Hùng dùng dằng không chịu đi, đều bị buộc phải tự tử.
Tháng 4 năm 543, vua Lâm Ấp cướp quận Nhật Nam, Lý Bí sai lão tướng Phạm Tu đánh tan ở Cửu Đức.
Sau chiến thắng này nhà Tiền Lý kiểm soát được toàn bộ đất Giao Châu

### Dựng nước Vạn Xuân
Đầu năm Giáp Tý 544, Lý Bí nhân thắng quân địch, tự xưng là Nam Việt Đế, đặt niên hiệu là Thiên Đức, đặt tên nước là Vạn Xuân, có ý mong xã tắc lâu dài đến muôn đời. Ông dựng điện Vạn Xuân để làm chỗ triều hội, xây chùa Trấn Quốc.
Lý Nam đế đặt ra trăm quan, dùng Triệu Túc làm thái phó, Tinh Thiều làm tướng văn, Phạm Tu làm tướng võ. Triệu Quang Phục (sau này là Triệu Việt Vương) làm Đại tướng dưới thời Lý Nam Đế.
Đó là lần đầu tiên Việt Nam có hoàng đế và niên hiệu Thiên Đức là niên hiệu riêng đầu tiên để chứng tỏ giành lại độc lập từ tay Trung Quốc. Lý Nam Đế đánh dấu mở đầu kỷ nguyên đấu tranh giành độc lập của các bộ lạc Bách Việt.

### Cơ đồ dang dở
Tháng 6 năm 545, vua Lương Vũ đế (Tiêu Diễn) phong Dương Phiêu làm Thứ sử Giao Châu, sai đi đánh Lý Nam Đế, cử Trần Bá Tiên làm tư mã; Thứ sử Định Châu là Tiêu Bột cùng họp với Dương Phiến ở Tây Giang.
Tiêu Bột biết ý các tướng sĩ sợ phải đi đánh xa, nên nói dối để Dương Phiếu ở lại. Dương Phiêu tập họp các tướng lại để hỏi mưu kế. Bá Tiên nói: "Quan Thứ sử Định Châu muốn tạm an nhàn trước mắt, không nghĩ đến mưu kế lớn, túc hạ vâng mạng vua đi đánh kẻ có tội, dù sống chết thế nào cũng không quản ngại, lẽ nào dùng dằng không tiến quân để nuôi cho thế giặc thêm mạnh mà làm cho quân mình nản chí hay sao?" Bá Tiên liền thúc quân mình đi trước. Dương Phiếu cử Bá Tiên làm tiên phong.
Quân Lương đến Giao Châu, Lý Nam Đế mang quân ra đánh bị thua nặng, chạy sang thành Gia Ninh. Quân Lương tiến vây thành.
Tháng giêng năm 546, thành Gia Ninh vỡ, tướng Phạm Tu , hai vị tướng trẻ Trịnh Đô và Tam Cô và Thái phó Triệu Túc cùng tử trận, Lý Nam Đế chạy đi Tân Xương là vùng của người Lạo. Tại đây, ông chiêu mộ thêm được nhiều binh lính, uy thế lại tăng lên.
Tháng 8, Lý Nam Đế lại đem quân từ trong xứ người Lạo ra, đóng đồn ở hồ Điển Triệt (nay thuộc Lập Thạch, Vĩnh Phúc). Quân Lương lo sợ, cứ đóng ở cửa hồ, không dám tiến. Trần Bá Tiên bảo các tướng: "Quân ta ở đây đã lâu, mà lại không có quân tiếp viện. Bây giờ đã đi sâu vào trong nước người ta, nếu một trận đánh nào bất lợi, còn mong gì sống mà về được nữa? Chi bằng bây giờ nhân dịp quân địch đang thua luôn mấy trận, lòng người chưa cố kết, ta nên liều chết gắng sức quyết đánh bằng được. Nếu vô cớ cứ đóng ở đây thì việc hỏng mất!" Các tướng nhà Lương không ai trả lời. Đêm hôm ấy, nước sông bỗng lên to đến bảy thước, chảy rót vào trong hồ. Bá Tiên đốc thúc quân bản bộ mình theo dòng nước tiến đi trước. Quân Lương đánh trống, reo hò, kéo tràn vào. Quân Lý Nam Đế mới tập hợp bị đánh úp nên tan vỡ.
Lý Nam Đế lại rút lui về giữ trong động Khuất Lão, điều chỉnh binh lính, mưu tính chiến đấu về sau. Ông giao lại binh quyền cho tướng quân Triệu Quang Phục.

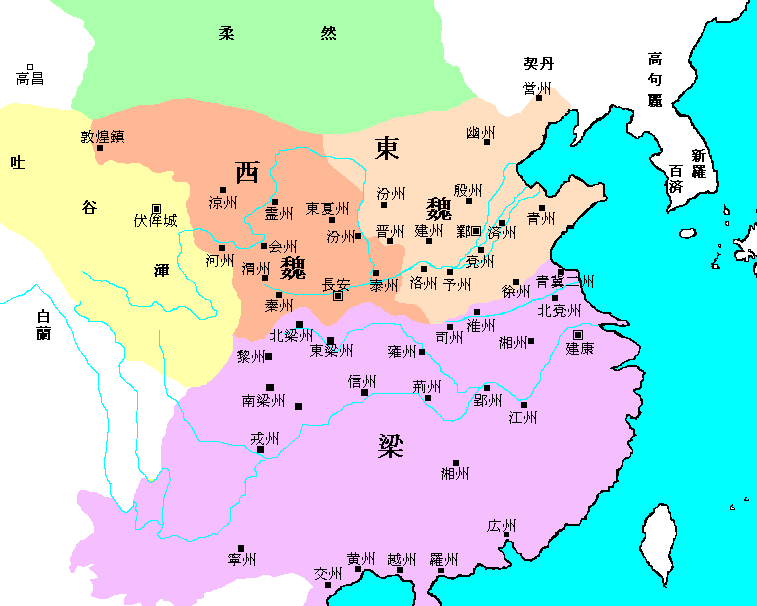
Bản đồ Trung Quốc thời Nam Bắc triều. Lãnh thổ Vạn Xuân ở phía Nam nước Lương.
Lương
Đông Ngụy
Tây Ngụy.
Thổ Dục Hồn.
Nhu Nhiên.

## Triệu Việt Vương đánh đuổi quân Lương

### Dạ Trạch vương
Triệu Quang Phục cầm cự với Trần Bá Tiên, chưa phân thắng bại. Nhưng quân của Bá Tiên rất đông, Bá Tiên lại là mãnh tướng của nhà Lương.
Triệu Quang Phục liệu thế không thể dùng sức thắng được địch bèn lui về giữ đầm Dạ Trạch ở huyện Chu Diên, cỏ cây um tùm, bụi rậm che kín, ở giữa có nền đất cao có thể ở được, bốn mặt bùn lầy, người ngựa khó đi, chỉ có thể dùng thuyền độc mộc nhỏ chống sào đi lướt trên cỏ nước mới có thể đến được. Nhưng nếu không quen biết đường lối thì lạc không biết là đâu, lỡ rơi xuống nước liền bị rắn độc cắn chết.
Triệu Quang Phục thuộc rõ đường đi lối lại, đem hơn hai vạn người vào đóng ở nền đất trong đầm lầy. Ban ngày, ông ra lệnh tuyệt không để khói lửa và dấu người, ban đêm dùng thuyền độc mộc đem quân ra đánh doanh trại của quân Bá Tiên, giết và bắt sống rất nhiều, lấy được lương thực để làm kế cầm cự lâu dài. Bá Tiên đuổi theo hút mà đánh, nhưng không thể tiến sâu vào trong đầm lầy được, nên đành rút quân. Người trong nước gọi ông là Dạ Trạch Vương.
Anh của Lý Nam Đế là Lý Thiên Bảo cùng với người họ hàng là Lý Phật Tử đem ba vạn người vào Cửu Chân. Trần Bá Tiên đuổi theo đánh, Thiên Bảo bị thua, bèn thu nhặt quân còn sót được vạn người chạy sang đất người Di Lạo ở Ai Lao.

### Triệu Việt vương, Đào Lang vương
Tháng 3 năm 548, nghe tin Lý Nam Đế mất trong động Khuất Lão, Triệu Quang Phục tự xưng là Triệu Việt Vương. Trần Bá Tiên vây đánh nhiều lần không được.
Lý Thiên Bảo thấy động Dã Năng ở đầu nguồn Đào Giang, đất phẳng rộng màu mỡ có thể ở được, Lý Thiên Bảo mới đắp thành để ở, nhân tên đất ấy mà đặt quốc hiệu. Đến bây giờ quân chúng tôn làm chúa, xưng là Đào Lang vương.
Tháng 1 năm 550, nhà Lương cho Trần Bá Tiên làm Uy minh tướng quân Giao Châu thứ sử. Bá Tiên lại mưu tính cầm cự lâu ngày khiến cho Triệu Việt Vương lương hết quân mỏi thì có thể phá được. Gặp lúc bên nước Lương xảy ra loạn Hầu Cảnh, nhà Lương gọi Bá Tiên về, ủy quyền cho tì tướng là Dương Sàn cầm quân.
Triệu Việt Vương nhân lúc quân Lương không còn tướng giỏi, tung quân ra đánh. Sàn mang quân chống cự, bị thua chết. Quân Lương tan vỡ chạy về Bắc. Triệu Việt Vương lấy lại được nước Vạn Xuân, đóng đô ở thành Long Biên.
Truyền thuyết kể rằng:
Triệu Quang Phục ở trong đầm thấy quân Lương không lui, mới đốt hương cầu đảo, khẩn thiết kinh cáo với trời đất thần kỳ. Thần nhân trong đầm là Chử Đồng Tử bấy giờ cưỡi rồng vàng từ trên trời rơi xuống, rút móng rồng trao cho ông, bảo gài lên mũ đâu mâu mà đánh giặc. Từ đó quân thanh lừng lẫy, đến đâu không ai địch nổi.
Xét ra truyền thuyết trên cũng như những truyền thuyết khác, có thể do chính Triệu Quang Phục nghĩ ra để tăng thêm lòng tin tưởng của quân sĩ vào chiến thắng, như truyện Điền Đan sắp phá Yên cử người giả làm quân sư giỏi để dân chúng tin tưởng cố sức đánh giặc.

## Lý Phật Tử giành nước rồi vong quốc

### Chia đôi bờ cõi

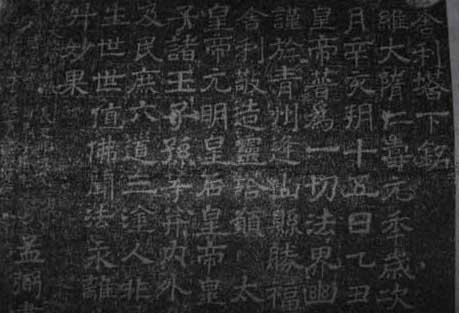
Cổ văn Phật giáo viết năm 601

Triệu Việt Vương làm vua ở thành Long Biên. Lý Thiên Bảo làm Đào Lang Vương ở nước Dã Năng. Năm 555, Thiên Bảo chết không có con nối, quân chúng suy tôn người cháu trong họ là Lý Phật Tử lên nối ngôi.
Năm 557, Lý Phật Tử đem quân xuống miền Đông đánh nhau với Triệu Việt Vương ở huyện Thái Bình. Hai bên năm lần giáp trận, chưa phân thắng bại, quân của Phật Tử có phần kém thế hơn. Phật Tử liệu không thắng được bèn xin giảng hòa xin ăn thề. Triệu Việt Vương nghĩ rằng Phật Tử là người họ của Tiền Lý Nam Đế, không nỡ cự tuyệt, bèn chia địa giới ở bãi Quân Thần (nay là hai xã Thượng Cát, Hạ Cát ở huyện Từ Liêm) cho ở phía tây của nước.
Phật Tử dời đến thành Ô Diên (nay là xã Hạ Mỗ, huyện Đan Phượng, Hà Nội).

### Học kế Triệu Đà
Lý Phật Tử có con trai là Nhã Lang, xin lấy con gái của Triệu Việt Vương là Cảo Nương. Việt Vương bằng lòng, nên hai nhà kết thành thông gia. Vì yêu quý Cảo Nương nên Việt Vương cho Nhã Lang ở gửi rể.
Sau Nhã Lang biết được bí mật về quân sự của Triệu Việt Vương, báo lại cho Lý Phật Tử. Phật Tử mang quân đánh úp Việt Vương. Việt Vương tự biết thế yếu không thể chống được, bèn đem con gái chạy về phía nam, muốn tìm nơi đất hiểm để ẩn náu tung tích, nhưng đến đâu cũng bị quân của Phật Tử đuổi theo sau gót. Việt Vương cưỡi ngựa chạy đến cửa biển Đại Nha, bị nước chắn, than rằng: "Ta hết đường rồi!", bèn nhảy xuống biển tự vẫn.
Người sau cho lập đền thờ ông ở cửa biển Đại Nha (Đại Nha nay là huyện Đại An).
Truyền thuyết kể rằng:
Nhã Lang bảo vợ: "Trước hai vua cha chúng ta cừu thù với nhau, nay là thông gia, chẳng cũng hay lắm ư? Nhưng cha nàng có thuật gì mà có thể làm lui được quân của cha tôi?". Cảo Nương không biết ý của chồng, bí mật lấy mũ đâu mâu móng rồng cho xem. Nhã Lang mưu ngầm tráo đổi cái móng ấy, rồi bảo riêng với Cảo Nương rằng: "Tôi nghĩ ơn sâu của cha mẹ nặng bằng trời đất, vợ chồng ta hòa nhã yêu quý nhau không nỡ xa cách, nhưng tôi phải tạm dứt tình, về thăm cha mẹ". Nhã Lang về, cùng với cha bàn mưu đánh úp vua, chiếm lấy nước.
Lý Phật Tử lên làm vua cả nước, đóng đô ở Phong Châu. Vì ông cũng xưng là Lý Nam Đế, nên đời sau gọi là Hậu Lý Nam Đế để phân biệt với Lý Bí.

### Chưa đánh đã hàng
Sử sách không đề cập về việc trị vì của Triệu Việt vương và Hậu Lý Nam Đế.
Ở Trung Quốc, nhà Tùy đã diệt nhà Trần (con cháu Trần Bá Tiên) thống nhất toàn quốc năm 589. Vua Tùy sai sứ sang dụ Lý Phật Tử sang chầu. Phật Tử thoái thác không sang. Năm 602, Tùy Văn Đế muốn đánh Vạn Xuân. Thừa tướng Dương Tố tiến cử Thứ sử Qua Châu là Lưu Phương. Vua Tùy xuống chiếu lấy Tố làm Giao Châu đạo hành quân tổng quản, thống lĩnh 27 doanh quân sang xâm chiếm. Quân lệnh của Phương rất nghiêm, ai phạm tất chém, quân lính ai nấy đều mến đức và sợ uy.
Nghe tin quân địch kéo sang, Hậu Lý Nam Đế sai con của người anh là Lý Đại Quyền giữ thành Long Biên, Biệt súy là Lý Phổ Đỉnh giữ thành Ô Diên, còn tự Lý Phật Tử đóng ở Phong Châu.
Quân Tùy đến núi Đô Long gặp quân Lý, Lưu Phương đánh tan hết, rồi tiến quân sang đến cạnh dinh của Lý Phật Tử. Phương lấy họa phúc mà dụ. Phật Tử sợ hãi xin đầu hàng, bị quân Tuỳ bắt đưa về Bắc rồi chết. Dân làm đền thờ ở cửa biển Tiểu Nha để đối với đền thờ Triệu Việt Vương.
Thế là nước Vạn Xuân và nhà Tiền Lý mất. Nhà Tiền Lý từ khi Lý Nam Đế giành lại được nước đến khi mất tổng cộng 61 năm (541-602), nước Vạn Xuân từ khi Lý Nam Đế đặt đến khi mất tổng cộng 58 năm (544-602).
Sách Đại Việt Sử ký toàn thư tách riêng ba vua Tiền Lý Nam Đế, Triệu Việt vương và Hậu Lý Nam Đế thành ba "kỷ" riêng biệt và gọi Lý Phật Tử là "Kỷ nhà Hậu Lý". Xét ra cách chia này làm lịch sử thêm rối vì sau này còn có một nhà Lý của Lý Công Uẩn nữa. Do đó việc hợp ba vua vào một triều đại, như nhà Ngô sau này có Dương Bình vương xen giữa cũng không gây ra rắc rối.

## Nhận định
Trong ngàn năm Bắc thuộc, sau thời kỳ Hai Bà Trưng quá ngắn ngủi, sự nghiệp độc lập mà Lý Nam Đế tạo dựng dù không truyền được lâu dài như nhà Hậu Lý sau này nhưng vẫn có thể coi là to lớn. Các vua sau như Mai Hắc Đế, Phùng Hưng tuy có giành được nước nhưng không được bao lâu. Sự nghiệp của Tiền Lý Nam Đế, Triệu Việt Vương không trọn vẹn nhưng đời sau còn ghi nhớ mãi công lao của hai vua.
Nhận định về Lý Phật Tử, sách Đại Việt Sử ký Toàn thư dẫn lời sử thần Ngô Sĩ Liên nói:
"Lấy bá thuật mà xét thì Hậu [Lý] Nam Đế đánh Triệu Việt Vương là đắc kế, lấy vương đạo mà xét thì việc ấy đã từng không bằng chó lợn. Sao thế? Là vì khi Tiền Lý Nam Đế ở động Khuất Lạo đem việc quân ủy cho Triệu Việt Vương. Việt Vương thu nhặt tàn quân giữ hiểm ở Dạ Trạch bùn lầy, đương đầu với Trần Bá Tiên là người hùng một đời, cuối cùng bắt được tướng của y là Dương Sàn. Tiên, người phương Bắc, phải lui quân. Bấy giờ vua [Hậu Nam Đế] trốn trong đất Di [Lạo], chỉ mong thoát khỏi miệng hùm mà thôi. May mà Bá Tiên về Bắc, [Lý] Thiên Bảo chết, mới đem quân đánh [Triệu] Việt Vương, dùng mưu gian trá xin hòa, kết làm thông gia. Việt Vương lấy lòng thành đối đãi, cắt đất cho ở, những việc làm của Việt Vương đều là chính nghĩa, giao hảo phải đạo, thăm viếng phải thời, há chẳng phải là đạo trị yên lâu dài hay sao? Thế mà [Hậu Nam Đế] lại dùng mưu gian của Nhã Lang, vứt bỏ chính đạo nhân luân, kíp tham công lợi mà diệt nhân nghĩa, đánh cướp lấy nước, tuy rằng lấy được, mà Nhã Lang thì chết trước, bản thân cũng không khỏi làm tù, có lợi gì đâu?

## Danh sách vua
Nhà Tiền Lý có tổng cộng 4 đời vua, bao gồm 1 vua không mang họ Lý là Triệu Việt Vương.
| Tôn hiệu         | Tên thường gọi | Tên húy          | Năm sinh - Năm mất | Thời gian trị vì | Ghi chú                             |
| ---------------- | -------------- | ---------------- | ------------------ | ---------------- | ----------------------------------- |
| Nam Việt Đế      | Lý Nam Đế      | Lý Bí            | 503 - 548          | 544 - 548        |                                     |
| Đào Lang Vương   | Dã Năng Vương  | Lý Thiên Bảo     | 499 - 555          | 550 - 555        | Vua nước Dã Năng                    |
| Triệu Việt Vương | Dạ Trạch Vương | Triệu Quang Phục | 524 - 571          | 548 - 571        |                                     |
| Thắng Vũ Đế      | Hậu Lý Nam Đế  | Lý Phật Tử       | 518 - 602          | 571 - 602        | Vua nước Dã Năng từ năm 555 đến 571 |
| không có         | không có       | Lý Sư Lợi        | ? - 603            | 602 - 603        |                                     |

## Thế phả
|                                                             |                                                             |                                                             |                                                             |                                                             |                                                             |  |  |                                                           |                                                           |                                                           |                                                           |                                                           |                                                           |                                    |                                    |                                              |                                              |                                              |                                              |                                              |                                              |         |  |                      |                      |                      |                      |                      |                      |
|                                                             |                                                             |                                                             |                                                             |                                                             |                                                             |  |  |                                                           |                                                           |                                                           |                                                           |                                                           |                                                           |                                    |                                    | Vua nhà Ngô                                  | Vua nhà Ngô                                  | Vua nhà Ngô                                  | Vua nhà Ngô                                  | Vua nhà Ngô                                  | Vua nhà Ngô                                  |         |  | không được công nhận | không được công nhận | không được công nhận | không được công nhận | không được công nhận | không được công nhận |
|                                                             |                                                             |                                                             |                                                             |                                                             |                                                             |  |  |                                                           |                                                           |                                                           |                                                           |                                                           |                                                           |                                    |                                    | Vua nhà Ngô                                  | Vua nhà Ngô                                  | Vua nhà Ngô                                  | Vua nhà Ngô                                  | Vua nhà Ngô                                  | Vua nhà Ngô                                  | kết hôn |  | không được công nhận | không được công nhận | không được công nhận | không được công nhận | không được công nhận | không được công nhận |
|                                                             |                                                             |                                                             |                                                             |                                                             |                                                             |  |  |                                                           |                                                           |                                                           |                                                           |                                                           |                                                           |                                    |                                    |                                              |                                              |                                              |                                              |                                              |                                              |         |  |                      |                      |                      |                      |                      |                      |
|                                                             |                                                             |                                                             |                                                             |                                                             |                                                             |  |  |                                                           |                                                           |                                                           |                                                           |                                                           |                                                           |                                    |                                    |                                              |                                              |                                              |                                              | nhận nuôi                                    |                                              |         |  |                      |                      |                      |                      |                      |                      |
|                                                             |                                                             |                                                             |                                                             |                                                             |                                                             |  |  |                                                           |                                                           |                                                           |                                                           |                                                           |                                                           |                                    |                                    |                                              |                                              |                                              |                                              | nữ giới                                      |                                              |         |  |                      |                      |                      |                      |                      |                      |
|                                                             |                                                             |                                                             |                                                             |                                                             |                                                             |  |  |                                                           |                                                           |                                                           |                                                           |                                                           |                                                           |                                    |                                    |                                              |                                              |                                              |                                              |                                              |                                              |         |  |                      |                      |                      |                      |                      |                      |
| Ngô Mân ?-?                                                 | Ngô Mân ?-?                                                 | Ngô Mân ?-?                                                 | Ngô Mân ?-?                                                 | Ngô Mân ?-?                                                 | Ngô Mân ?-?                                                 |  |  |                                                           |                                                           |                                                           |                                                           | Tiết độ sứ Dương Đình Nghệ 874-937                        | Tiết độ sứ Dương Đình Nghệ 874-937                        | Tiết độ sứ Dương Đình Nghệ 874-937 | Tiết độ sứ Dương Đình Nghệ 874-937 | Tiết độ sứ Dương Đình Nghệ 874-937           | Tiết độ sứ Dương Đình Nghệ 874-937           |                                              |                                              |                                              |                                              |         |  |                      |                      |                      |                      |                      |                      |
| Ngô Mân ?-?                                                 | Ngô Mân ?-?                                                 | Ngô Mân ?-?                                                 | Ngô Mân ?-?                                                 | Ngô Mân ?-?                                                 | Ngô Mân ?-?                                                 |  |  |                                                           |                                                           |                                                           |                                                           | Tiết độ sứ Dương Đình Nghệ 874-937                        | Tiết độ sứ Dương Đình Nghệ 874-937                        | Tiết độ sứ Dương Đình Nghệ 874-937 | Tiết độ sứ Dương Đình Nghệ 874-937 | Tiết độ sứ Dương Đình Nghệ 874-937           | Tiết độ sứ Dương Đình Nghệ 874-937           |                                              |                                              |                                              |                                              |         |  |                      |                      |                      |                      |                      |                      |
|                                                             |                                                             |                                                             |                                                             |                                                             |                                                             |  |  |                                                           |                                                           |                                                           |                                                           |                                                           |                                                           |                                    |                                    |                                              |                                              |                                              |                                              |                                              |                                              |         |  |                      |                      |                      |                      |                      |                      |
|                                                             |                                                             |                                                             |                                                             |                                                             |                                                             |  |  |                                                           |                                                           |                                                           |                                                           |                                                           |                                                           |                                    |                                    |                                              |                                              |                                              |                                              |                                              |                                              |         |  |                      |                      |                      |                      |                      |                      |
|                                                             |                                                             |                                                             |                                                             |                                                             |                                                             |  |  |                                                           |                                                           |                                                           |                                                           |                                                           |                                                           |                                    |                                    |                                              |                                              |                                              |                                              |                                              |                                              |         |  |                      |                      |                      |                      |                      |                      |
| (1)Tiền Ngô Vương Ngô Quyền 898-939-944                     | (1)Tiền Ngô Vương Ngô Quyền 898-939-944                     | (1)Tiền Ngô Vương Ngô Quyền 898-939-944                     | (1)Tiền Ngô Vương Ngô Quyền 898-939-944                     | (1)Tiền Ngô Vương Ngô Quyền 898-939-944                     | (1)Tiền Ngô Vương Ngô Quyền 898-939-944                     |  |  | Ngô Vương Hậu Dương Như Ngọc ?-?                          | Ngô Vương Hậu Dương Như Ngọc ?-?                          | Ngô Vương Hậu Dương Như Ngọc ?-?                          | Ngô Vương Hậu Dương Như Ngọc ?-?                          | Ngô Vương Hậu Dương Như Ngọc ?-?                          | Ngô Vương Hậu Dương Như Ngọc ?-?                          |                                    |                                    | Dương Bình Vương Dương Tam Kha ?-944-950-980 | Dương Bình Vương Dương Tam Kha ?-944-950-980 | Dương Bình Vương Dương Tam Kha ?-944-950-980 | Dương Bình Vương Dương Tam Kha ?-944-950-980 | Dương Bình Vương Dương Tam Kha ?-944-950-980 | Dương Bình Vương Dương Tam Kha ?-944-950-980 |         |  |                      |                      |                      |                      |                      |                      |
| (1)Tiền Ngô Vương Ngô Quyền 898-939-944                     | (1)Tiền Ngô Vương Ngô Quyền 898-939-944                     | (1)Tiền Ngô Vương Ngô Quyền 898-939-944                     | (1)Tiền Ngô Vương Ngô Quyền 898-939-944                     | (1)Tiền Ngô Vương Ngô Quyền 898-939-944                     | (1)Tiền Ngô Vương Ngô Quyền 898-939-944                     |  |  | Ngô Vương Hậu Dương Như Ngọc ?-?                          | Ngô Vương Hậu Dương Như Ngọc ?-?                          | Ngô Vương Hậu Dương Như Ngọc ?-?                          | Ngô Vương Hậu Dương Như Ngọc ?-?                          | Ngô Vương Hậu Dương Như Ngọc ?-?                          | Ngô Vương Hậu Dương Như Ngọc ?-?                          |                                    |                                    | Dương Bình Vương Dương Tam Kha ?-944-950-980 | Dương Bình Vương Dương Tam Kha ?-944-950-980 | Dương Bình Vương Dương Tam Kha ?-944-950-980 | Dương Bình Vương Dương Tam Kha ?-944-950-980 | Dương Bình Vương Dương Tam Kha ?-944-950-980 | Dương Bình Vương Dương Tam Kha ?-944-950-980 |         |  |                      |                      |                      |                      |                      |                      |
|                                                             |                                                             |                                                             |                                                             |                                                             |                                                             |  |  |                                                           |                                                           |                                                           |                                                           |                                                           |                                                           |                                    |                                    |                                              |                                              |                                              |                                              |                                              |                                              |         |  |                      |                      |                      |                      |                      |                      |
|                                                             |                                                             |                                                             |                                                             |                                                             |                                                             |  |  |                                                           |                                                           |                                                           |                                                           |                                                           |                                                           |                                    |                                    |                                              |                                              |                                              |                                              |                                              |                                              |         |  |                      |                      |                      |                      |                      |                      |
| (2b)Hậu Ngô Vương Thiên Sách Vương Ngô Xương Ngập ?-951-954 | (2b)Hậu Ngô Vương Thiên Sách Vương Ngô Xương Ngập ?-951-954 | (2b)Hậu Ngô Vương Thiên Sách Vương Ngô Xương Ngập ?-951-954 | (2b)Hậu Ngô Vương Thiên Sách Vương Ngô Xương Ngập ?-951-954 | (2b)Hậu Ngô Vương Thiên Sách Vương Ngô Xương Ngập ?-951-954 | (2b)Hậu Ngô Vương Thiên Sách Vương Ngô Xương Ngập ?-951-954 |  |  | (2a)Hậu Ngô Vương Nam Tấn Vương Ngô Xương Văn 934-950-965 | (2a)Hậu Ngô Vương Nam Tấn Vương Ngô Xương Văn 934-950-965 | (2a)Hậu Ngô Vương Nam Tấn Vương Ngô Xương Văn 934-950-965 | (2a)Hậu Ngô Vương Nam Tấn Vương Ngô Xương Văn 934-950-965 | (2a)Hậu Ngô Vương Nam Tấn Vương Ngô Xương Văn 934-950-965 | (2a)Hậu Ngô Vương Nam Tấn Vương Ngô Xương Văn 934-950-965 |                                    |                                    |                                              |                                              |                                              |                                              |                                              |                                              |         |  |                      |                      |                      |                      |                      |                      |
| (2b)Hậu Ngô Vương Thiên Sách Vương Ngô Xương Ngập ?-951-954 | (2b)Hậu Ngô Vương Thiên Sách Vương Ngô Xương Ngập ?-951-954 | (2b)Hậu Ngô Vương Thiên Sách Vương Ngô Xương Ngập ?-951-954 | (2b)Hậu Ngô Vương Thiên Sách Vương Ngô Xương Ngập ?-951-954 | (2b)Hậu Ngô Vương Thiên Sách Vương Ngô Xương Ngập ?-951-954 | (2b)Hậu Ngô Vương Thiên Sách Vương Ngô Xương Ngập ?-951-954 |  |  | (2a)Hậu Ngô Vương Nam Tấn Vương Ngô Xương Văn 934-950-965 | (2a)Hậu Ngô Vương Nam Tấn Vương Ngô Xương Văn 934-950-965 | (2a)Hậu Ngô Vương Nam Tấn Vương Ngô Xương Văn 934-950-965 | (2a)Hậu Ngô Vương Nam Tấn Vương Ngô Xương Văn 934-950-965 | (2a)Hậu Ngô Vương Nam Tấn Vương Ngô Xương Văn 934-950-965 | (2a)Hậu Ngô Vương Nam Tấn Vương Ngô Xương Văn 934-950-965 |                                    |                                    |                                              |                                              |                                              |                                              |                                              |                                              |         |  |                      |                      |                      |                      |                      |                      |
| Sứ quân Ngô Xương Xí ?-965-968-?                            | Sứ quân Ngô Xương Xí ?-965-968-?                            | Sứ quân Ngô Xương Xí ?-965-968-?                            | Sứ quân Ngô Xương Xí ?-965-968-?                            | Sứ quân Ngô Xương Xí ?-965-968-?                            | Sứ quân Ngô Xương Xí ?-965-968-?                            |  |  | Sứ quân Ngô Nhật Khánh ?-979                              | Sứ quân Ngô Nhật Khánh ?-979                              | Sứ quân Ngô Nhật Khánh ?-979                              | Sứ quân Ngô Nhật Khánh ?-979                              | Sứ quân Ngô Nhật Khánh ?-979                              | Sứ quân Ngô Nhật Khánh ?-979                              |                                    |                                    |                                              |                                              |                                              |                                              |                                              |                                              |         |  |                      |                      |                      |                      |                      |                      |